# Мултан
Мулта́н — місто в пакистанській провінції Пенджаб, шосте за величиною в державі. Населення — 1423 тис. мешканців (2007).
Місто славиться бірюзовими куполами своїх численних мечетей та мавзолеїв.

## Клімат
Місто знаходиться у зоні, котра характеризується кліматом тропічних пустель. Найтепліший місяць — червень із середньою температурою 35.6 °C (96 °F). Найхолодніший місяць — січень, із середньою температурою 13.3 °С (56 °F).
| Клімат Мултана          | Клімат Мултана | Клімат Мултана | Клімат Мултана | Клімат Мултана | Клімат Мултана | Клімат Мултана | Клімат Мултана | Клімат Мултана | Клімат Мултана | Клімат Мултана | Клімат Мултана | Клімат Мултана | Клімат Мултана |
| Показник                | Січ.           | Лют.           | Бер.           | Квіт.          | Трав.          | Черв.          | Лип.           | Серп.          | Вер.           | Жовт.          | Лист.          | Груд.          | Рік            |
| Абсолютний максимум, °C | 31             | 32             | 37             | 45             | 48             | 47             | 43             | 42             | 42             | 41             | 36             | 32             | 48             |
| Середній максимум, °C   | 18             | 21             | 26             | 33             | 38             | 40             | 36             | 36             | 35             | 32             | 26             | 20             | 30             |
| Середня температура, °C | 13             | 16             | 21             | 28             | 32             | 35             | 33             | 32             | 31             | 26             | 20             | 14             | 25             |
| Середній мінімум, °C    | 7              | 10             | 16             | 22             | 26             | 30             | 30             | 29             | 26             | 20             | 13             | 8              | 20             |
| Абсолютний мінімум, °C  | −2             | 0              | 5              | 11             | 15             | 18             | 17             | 20             | 18             | 10             | 0              | 0              | −2             |
| Норма опадів, мм        | 0              | 0              | 10             | 10             | 10             | 10             | 50             | 30             | 10             | 0              | 0              | 0              | 170            |
| ----------------------- | -------------- | -------------- | -------------- | -------------- | -------------- | -------------- | -------------- | -------------- | -------------- | -------------- | -------------- | -------------- | -------------- |
| Джерело: Weatherbase    |                |                |                |                |                |                |                |                |                |                |                |                |                |

## Історія
Після взяття арабами 712 року місто на три століття стало головним оплотом ісламу на території Індії. У IX столітті Мултан був східним центром руху карматів. 1005 року місто підкорилось Махмуду Газневі. У Середні віки за Мултан йшла жорстока боротьба, оскільки саме звідси починався Великий колісний шлях до Індії.
Місто входило до складу Делійського султанату та імперії Моголів. 1779 року Мултан захопили афганці, а 1818-го — сикхи, від 1849-го — в складі індійських володінь Британської імперії.
Від 1947 року Мултан — у складі новоствореного незалежного Пакистану.

## Міста-побратими
- Рим, Італія
- Конья, Туреччина
- Решт, Іран
- Бантен, Індонезія